# Serez
Serez ist eine französische Gemeinde mit 171 Einwohnern (Stand: 1. Januar 2022) im Département Eure in der Region Normandie. Sie gehört zum Arrondissement Évreux und zum Kanton Saint-André-de-l’Eure. Die Einwohner werden Sérezais und Sérezaises genannt.

## Geografie
Serez liegt etwa 20 Kilometer südöstlich von Évreux. Umgeben wird Serez von den Nachbargemeinden Bretagnolles im Norden und Nordwesten, La Boissière im Nordosten, Épieds im Osten, La Couture-Boussey im Südosten, Mousseaux-Neuville im Süden und Südwesten sowie Foucrainville im Westen.

## Einwohner
| Jahr      | 1962 | 1968 | 1975 | 1982 | 1990 | 1999 | 2006 | 2013 | 2020 |
| --------- | ---- | ---- | ---- | ---- | ---- | ---- | ---- | ---- | ---- |
| Einwohner | 87   | 82   | 74   | 66   | 115  | 129  | 142  | 139  | 172  |

## Sehenswürdigkeiten
- Kirche Saint-Remy aus dem 16. Jahrhundert, Eingangsportal seit 1962 als Monument historique eingeschrieben

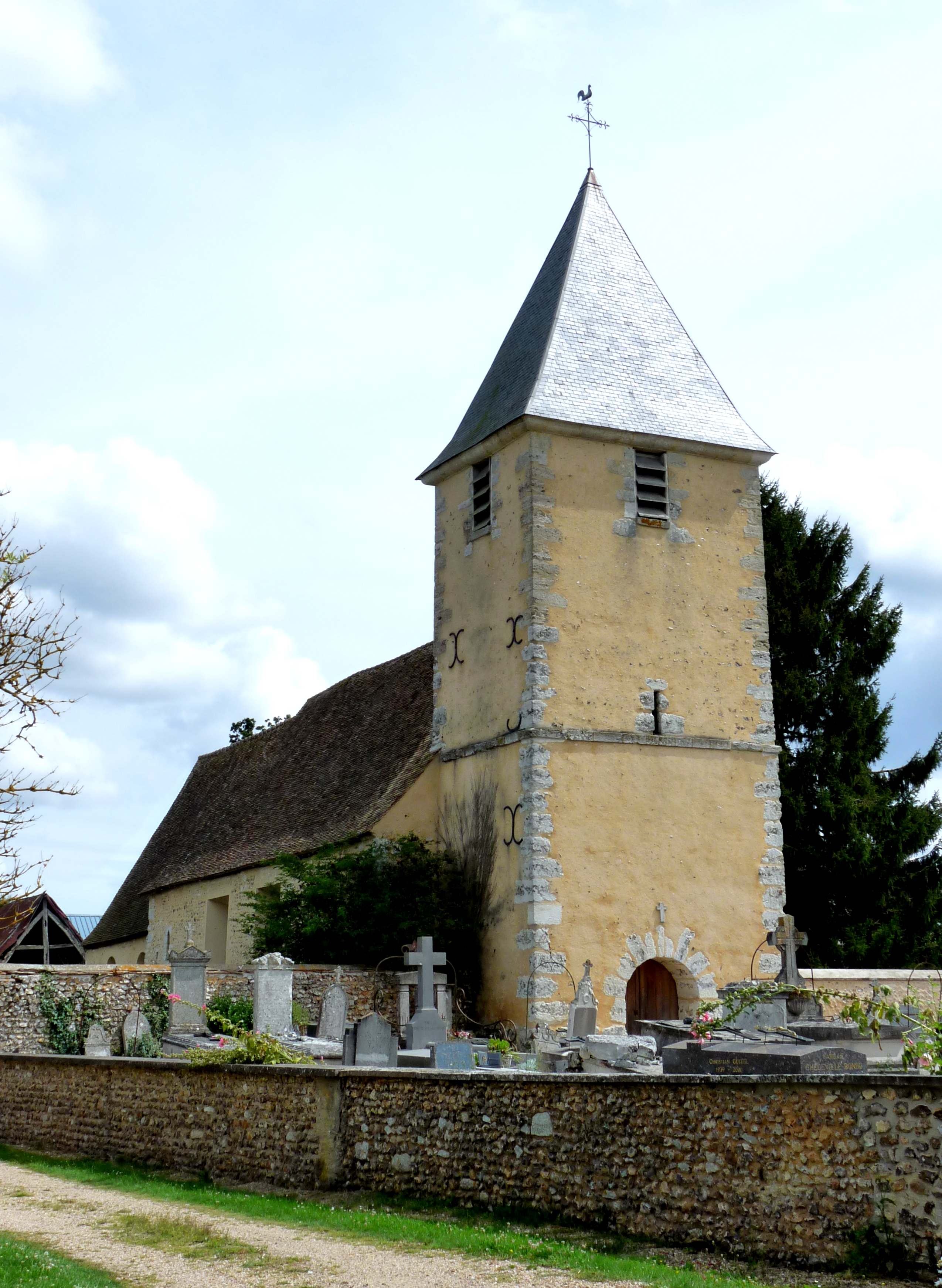
Kirche Saint-Remy

## Persönlichkeiten
- Nicolas Chédeville (1705–1782), Komponist und Oboist, geboren in Serez